# MV Agusta F4
MV Agusta F4 – włoski motocykl sportowy produkowany przez MV Agusta od 2005 roku. Topowa wersja nosi nazwę RR

## Dane techniczne/Osiągi
Silnik: R4

Pojemność silnika: 998 cm³

Moc maksymalna: 200 KM/13400 obr./min

Maksymalny moment obrotowy: 114 Nm/9200 obr./min

Prędkość maksymalna: 305 km/h 

Przyspieszenie 0–100 km/h: 3,4 s